# HQ-16
Die HQ-16 (chinesisch 紅旗-16 / 红旗-16, Pinyin Hóng Qí-16, auf Deutsch: Rote Fahne -16; andere Bezeichnung LY-80) ist ein mobiles, allwetterfähiges Mittelstrecken-Flugabwehrraketensystem aus chinesischer Produktion. Es dient zur Bekämpfung von Drohnen, Flugzeugen und Hubschraubern. Es wurde aus der sowjetisch / russischen Schtil-Rakete entwickelt.

## Entwicklungsgeschichte
Die Entwicklung der HQ-16 begann im Jahr 2005 auf Basis des sowjetischen Schtil-Flugabwehrsystem, das die Marine-Version der Buk-M2 darstellt. China erhielt die russischen Schtil-Luftverteidigungssysteme aus Russland für den Einsatz auf ihren Zerstörern der Sowremenny-Klasse und Typ 052B. Die Entwicklung der chinesischen Version soll vom russischen Rüstungskonzern Almas-Antei unterstützt worden sein, somit handelt es sich um eine verbesserte Version, die auf die Bedürfnisse der Volksbefreiungsarmee angepasst wurde. Im Jahr 2011 wurde die HQ-16 bei den Streitkräften der VR China eingeführt, der Export nach Pakistan erfolgte wenige Jahre später.
Obwohl die HQ-16 auf Buk-Technologie basiert, weist sie dennoch diverse Konstruktionsunterschiede auf. Die landgestützte Version hat 6×6-LKW als Basisfahrzeuge, wohingegen das Buk-System ausschließlich auf Kettenfahrzeuge zurückgreift. Des Weiteren erfolgt der Start der Lenkflugkörper aus zylindrischen Startbehältern, die zum Abschuss in senkrechte Position gebracht werden müssen.
Das HQ-16-Flugabwehrraketensystem schließt bei der Volksbefreiungsarmee die Lücke zwischen dem Kurzstreckensystem HQ-7 und dem Mittel- bis Langstreckensystem HQ-9. 

## Rakete
Der Flugkörper der HQ-16A-Version (LY-80) kann Ziele in Höhen von 15 m bis 18 km abfangen, während die maximale Reichweite für Kampfflugzeuge 40 km beträgt, und zwischen 3,5 km und 12 km für Marschflugkörper, die in einer Höhe von 50 m bei einer Geschwindigkeit von 300 m/s fliegen. Die prozentuale Treffer-Wahrscheinlichkeit bei einem Abschuss soll bei 85 % bei Kampfflugzeugen und 60 % bei Marschflugkörpern liegen. Die Rakete mittels Radarlenkung und Trägheitsnavigationssystem in das Flugziel gelenkt. Der Lenkflugkörper hat eine Länge von 5,2 m, ein Masse von 650 kg (Masse des Sprengkopfes: 70 kg) und kann mit einer maximalen Geschwindigkeit von 1.200 m/s fliegen.

## Aufbau einer Batterie
Eine HQ-16-Batterie besteht aus vier Starter-Fahrzeugen mit jeweils sechs Startbehältern, einer zentralen Feuerleitstand auf LKW, zwei Radarfahrzeugen und einem Generator-Fahrzeug. Die beiden Radargeräte der HQ-16-Batterie bestehen typischerweise aus einem L-Band-Passiv-Phased-Array-Radar mit einer Reichweite von 85 km und einem S-Band-3D-Passiv-Phased-Array-Radar mit einer Reichweite von 140 km, welche dem Leitstand Informationen zur Zielverfolgung liefert. Dadurch können bis zu 144 Ziele erfasst und bis zu 48 gleichzeitig verfolgt werden.

## Transport und Start

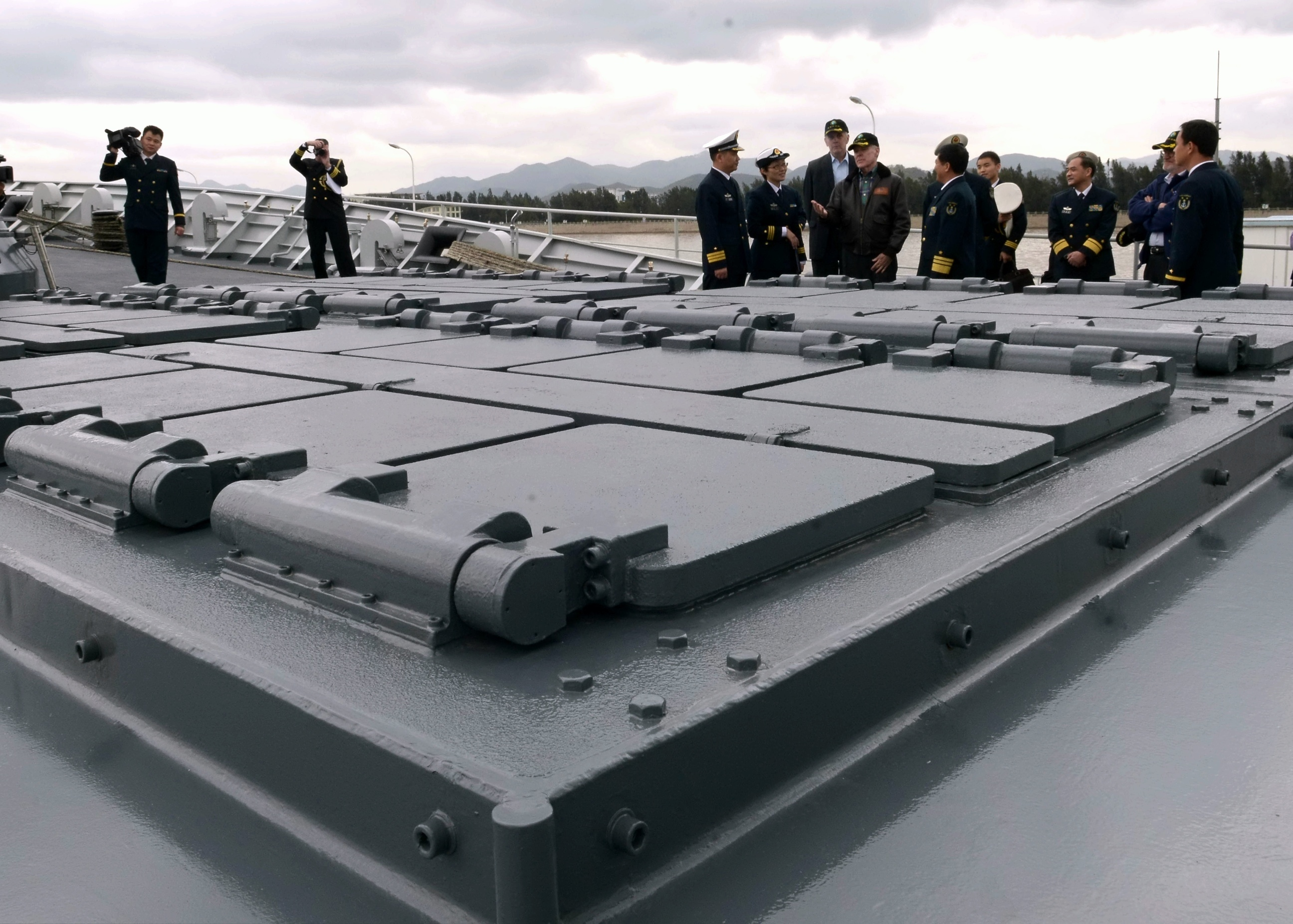
HHQ-16-Senkrechtstartanlage auf dem Marineschiff Xuzhou der Type-054A-Fregattenklasse.

Die Raketen der Marine-Version HHQ-16 werden aus einer Senkrechtstartanlage, bestehend aus bis zu 32 Zellen, gestartet. Das Startsystem ist vom russischen Schtil-System abgeleitet.
Die Trägereinheit der landgestützten Version basiert auf dem in China gefertigten 6×6 Militär-LKW TA5350, der speziell für den Transport von Raketenstarttechnik und Radaranlagen entwickelt wurde. Der TAS5380 wird von einem Deutz-BF6M1015-Dieselmotor angetrieben, der 250 PS erbringt. Das Fahrzeug hat eine Maximalgeschwindigkeit von 85 km/h und soll eine Maximalreichweite von 1000 km haben. Der TA5350 kann eine Steigung von 60 % und eine Seitenneigung von 30 % überwinden und ist ohne Vorbereitungen tiefwatfähig.

## Nutzer
- Volksrepublik China
- Pakistan: Mehrere LY-80 erhalten, die in der Kaschmir-Region eingesetzt werden.[4]

## Varianten

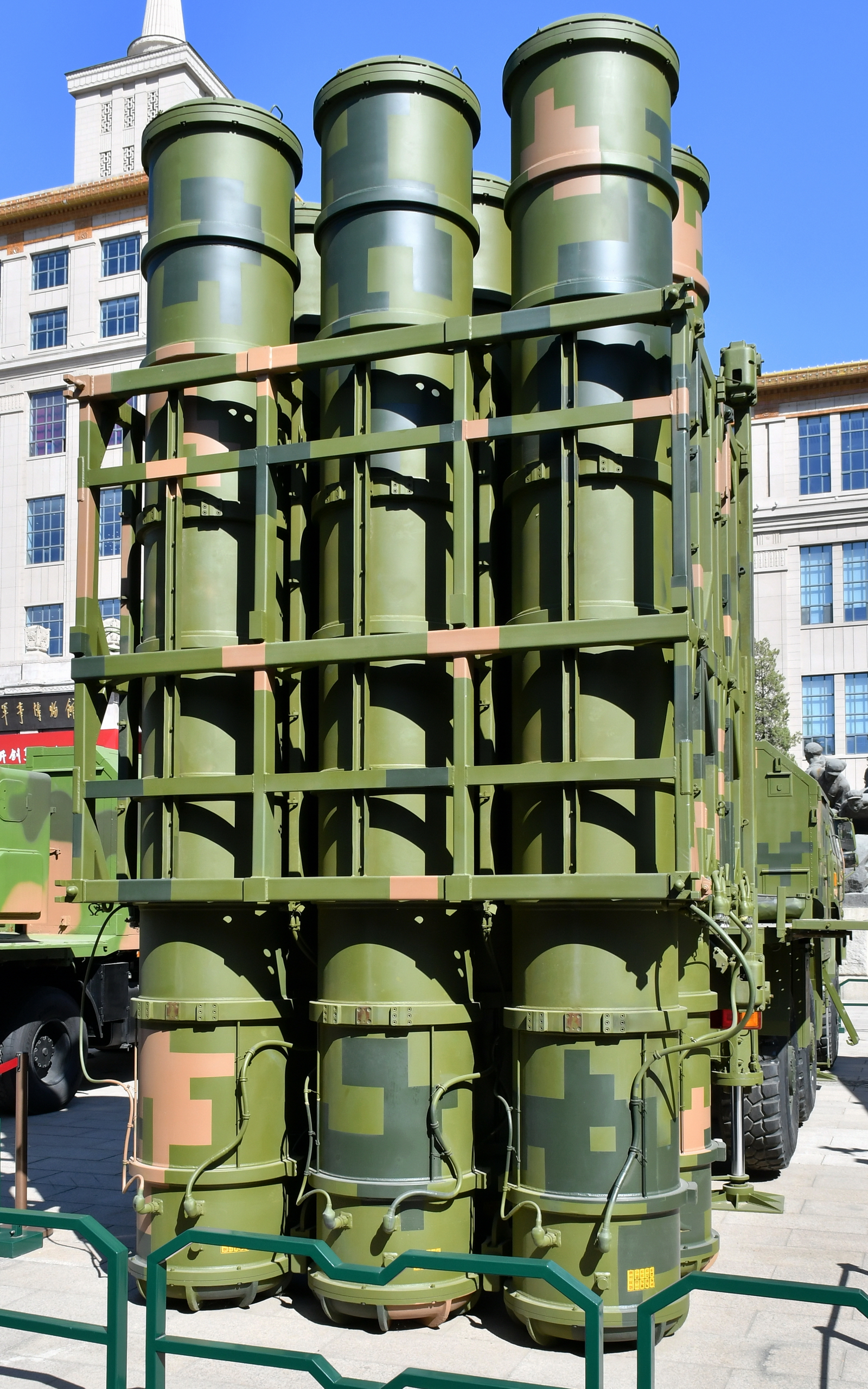
Sechs Startbehälter in der Abschussposition

- HHQ-16 (LY-80): Seegestützte Version mit 32 VLS-Zellen, eingesetzt auf der Typ-054A-Klasse.[3] Die HHQ-16 soll Sea-Skimmer wirkungsvoll bekämpfen können, die das Seeziel dicht über der Wasseroberfläche anfliegen und dadurch erst spät geortet werden können.[5]
- HQ-16A (LY-80): Landgestützte Version mit sechs Startrohren auf LKW-Chassis.
- HQ-16B (LY-80): Modernisierte landgestützte Version mit höherer Reichweite.